# Pulau Kerakap
Pulau Kerakap is een bestuurslaag in het regentschap Bungo van de provincie Jambi, Indonesië. Pulau Kerakap telt 1502 inwoners (volkstelling 2010).